# لیبی گلسون
لیبی گلسون (انگلیسی: Libby Gleeson؛ زادهٔ ۱۹۵۰ (۷۴–۷۵ سال)) نویسنده، و نویسنده کودکان اهل استرالیا است.